# Generazione del '14
La generazione del '14 (Generación de 1914) designa, secondo alcuni autori, un gruppo di scrittori spagnoli che, nati intorno al 1880, svolsero la loro attività dal 1900. Vengono anche definiti Novecentisti.

## Autori
Molti autori sono sovrapponibili a quelli della generazione del 27. Tra i più rappresentativi gli scrittori José Ortega y Gasset, Gregorio Marañón, Gabriel Miró, Ramón Pérez de Ayala e Ramón Gómez de la Serna, i poeti Juan Ramón Jiménez, Tomas Morales e Léon Felipe, il filosofo Eugeni d'Ors. 

## Caratteristiche
- Rispetto alla generazione precedente (generazione del 98),  autodidatta e anarchica, i novecentisti si caratterizzano per la loro formazione intellettuale e per la sistematizzazione delle loro proposte;
- Superamento del Modernismo per un atteggiamento più spirituale.
- Arte per l'arte. L'arte deve perseguire come finalità unica il piacere estetico.
- Preoccupazione per la forma. L'estetica novecentista ha come principale obbiettivo l'opera ben fatta. Questo anelito conduce alla depurazione massima del linguaggio, alla perfezione formale e a un'arte per le minoranze.
- Simbolismo. I modelli classici, greci e latini, si impongono di nuovo e la serenità si converte in fattore estetico dominante.
- Europeizzazione e modernità. I novecentisti si sentono attratti dalla cultura europea e analizzano i problemi di Spagna da questa nuova prospettiva. Da questo punto di vista, i loro apporti al cosiddetto dibattito sopra l'"essere spagnoli" portano a un significato distinto da quello attribuito dalla generazione precedente;[2]
- I novecentisti considerano che la loro proposta di cambiamento non possa limitarsi ad essere esposta nei loro scritti, ma deve altresì realizzarsi tramite l'impegno politico. Perciò molti di loro parteciperanno attivamente alla vita politica e sociale spagnola, come Manuel Azaña Díaz.